# Partido de San Andrés de Giles
Partido de San Andrés de Giles är en kommun i Argentina.   Den ligger i provinsen Buenos Aires, i den centrala delen av landet, 100 km väster om huvudstaden Buenos Aires. Antalet invånare är 20 829.
Trakten runt Partido de San Andrés de Giles består till största delen av jordbruksmark. Runt Partido de San Andrés de Giles är det ganska glesbefolkat, med 42 invånare per kvadratkilometer.